# La ciudad muerta

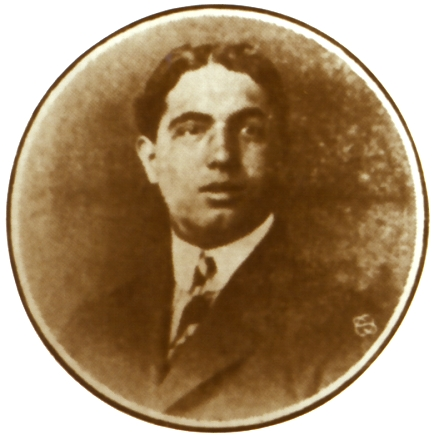
Abraham Valdelomar en 1910.

La ciudad muerta es una novela corta del escritor peruano Abraham Valdelomar, subtitulada Por qué no me casé con Francinette. Fue escrita en el año 1910 y publicada en Lima, en cinco entregas de la revista La Ilustración Peruana, entre abril y mayo de 1911. El autor la dedica a su amigo Don Juan Bautista de Lavalle, “enamorado de las glorias viejas, intérprete de los lienzos antiguos, admirador religioso de todo lo que el tiempo ha deshojado y ha tornado triste y marchito.”
Valdelomar planeó después publicarla en un libro formal, en una especie de colección de novelas cortas que incluiría a La ciudad de los tísicos (publicada también por entregas en una revista local) y La ciudad sentimental (obra al parecer no concluida y cuyos originales no se han conservado), pero no concretó dicho proyecto. 

## Características
La novela está concebida en forma de epístola o carta, que el narrador dirige a su novia francesa de nombre Francinette o Francy, explicándole las razones que tuvo para abandonarla un día antes de la boda.  El autor intercala además arbitrariamente un Tríptico de poemas modernistas (que años después incluiría en el libro antológico Las voces múltiples): 
- La evocación de la ciudad dormida
- La evocación de las granadas
- La evocación de las abuelas.

## Escenarios
El núcleo del relato está ambientado en las ruinas de una ciudad colonial, situada a unos tres kilómetros del mar, cerca a un puerto (llamado puerto de C””) donde trabaja como médico el narrador y personaje principal de la novela. Dichas ruinas son presentadas como el atractivo turístico de la región, y según lo aseveró el mismo Valdelomar, estarían inspiradas en las ruinas de la antigua Villa de Santiago de Almagro, fundada por el conquistador Diego de Almagro en 1537, y que fue el antecedente de la actual Chincha Baja (departamento de Ica, costa central del Perú).
Sin embargo, dicha equiparación no es seguida fielmente a lo largo de la novela, y por la descripción que hace el autor del escudo de armas de la vieja población y su evocación como ciudad de virreyes e inquisidores, pareciera como si se refiriera a alguna ciudad hispanoamericana importante de la época colonial y no a una simple villa. Por momentos pareciera que evoca a la Lima colonial, la capital del Virreinato del Perú y sede del Tribunal del Santo Oficio. La atmósfera del relato es pues totalmente irreal y con toques fantasmagóricos, que hacen recordar aquellas novelas fantasiosas o bizantinas destinadas para lectores poco exigentes.

## Personajes

### Principales
- El narrador, que se describe como médico y que relata en primera persona. Trabajaba como oficial de sanidad en el puerto de C””, pero a raíz de un incidente trágico del que se hizo responsable (la desaparición del escritor D’Herauville), se trasladó a ciudad de M””, donde se enamoró de Francinette, la antigua novia de D’Herauville, aunque sin conocer su pasado.
- Henri d’Herauville, un novelista francés, autor de novelas de misterio, que realizó un viaje a un país de América (¿Perú?) para conocer las ruinas de una vieja ciudad colonial y donde desapareció misteriosamente.
- Francinette, Francy para los amigos, amiga de infancia y novia de D’Herauville. Se había trasladado a América en busca de su novio perdido. Pero fracasó en su búsqueda y decidió reiniciar su vida. Conoció al médico (el narrador) en la ciudad de M””; entre ambos surgió el amor y se comprometieron, sin conocer ambos el pasado siniestro que los ligaba mutuamente.

### Secundarios
En realidad, son las personas mencionadas en el diálogo sostenido entre el narrador y D’Herauville:
- Rosso Benedetti, un pintor saboyano, uno de los turistas que visita las ruinas coloniales guiado por el médico (el narrador). Desaparece al introducirse en los túneles subterráneos de la antigua ciudad.
- La señora Bretigne y sus pequeñas hijas rubias, Claudine y Fiorenze, que veranean en la playa de C””.

## Resumen
El narrador, que se describe como médico, escribe la carta supuestamente a bordo de un barco en el mar de Río de Janeiro, con fecha del 12 de febrero de 1911. Va dirigida a Francinette (“Francy”), su novia francesa, a quien había abandonado pocos días antes de realizarse la boda, tras enterarse de que ella había sido antes novia de Henri d’Herauville, un novelista francés que había desaparecido misteriosamente en un viaje que realizara a un país de América (¿Perú?), hacia donde fue para conocer las ruinas de una vieja ciudad colonial (la “Ciudad Muerta”). El narrador explica a Francy el motivo que tuvo para tomar tan amarga decisión de abandonarla, pese a que aún la quería, y su relato constituye el núcleo narrativo de la novela. 
Sucedía que el nombre de Henri d’Herauville pertenecía al pasado de ambos, un recuerdo penoso que cada uno creía ya superado, aunque al momento de comprometerse en noviazgo lo ignoraban. El médico había conocido tiempo atrás a D’Herauville, cuando trabajaba como oficial de sanidad en el puerto de C””, recibiendo a los buques que entraban en la rada. Buena parte de los visitantes solían ser turistas extranjeros que venían a conocer las ruinas de una antigua ciudad colonial, la “ciudad muerta”, que se extendía cerca del puerto, a tres kilómetros del mar. Unos de esos viajeros ansiosos de visitar ese antiguo asentamiento era D’Herauville, quien se hizo amigo del médico y le pidió que fuera su guía en su visita a la “ciudad muerta”, conduciéndole hasta sus subterráneos, de los cuales se contaban muchas historias fantásticas. Al principio el médico se negó, recordándole que anteriormente hubo casos de visitantes osados que se adentraron en las ruinas y de los que no se supo más.

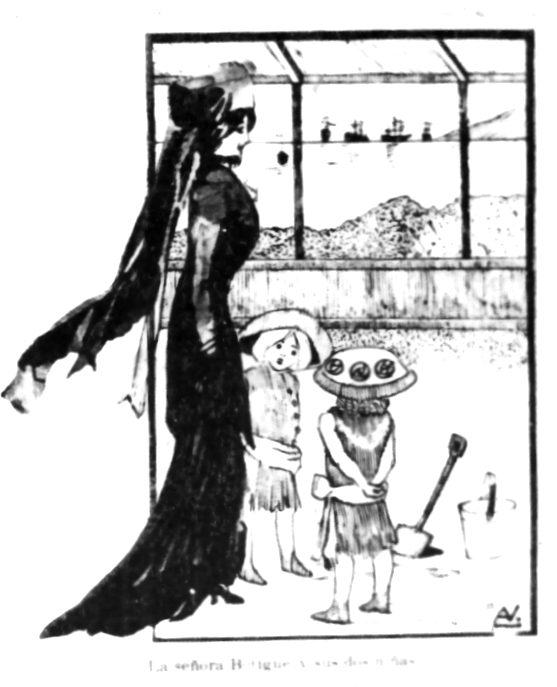
Ilustración de Valdelomar para “La ciudad muerta”. La señora Bretigne y sus dos niñas. En la revista Ilustración Peruana, abril de 1911.

Le contó, por ejemplo, un caso del que había sido testigo, protagonizado por Rosso Benedetti, un pintor saboyano, quien llevaba siempre consigo una pequeña escultura en madera de la Virgen con el niño, del siglo XVI. Rosso se metió por un pozo situado en la antigua plaza principal de la ciudad y no volvió a salir. El médico, consternado, solo pudo escuchar en el suelo unos golpes sordos que venían del seno de la tierra, como si Rosso, perdido en el interior, pidiera ayuda. Pero el médico no tuvo el valor de ir a buscarlo, y esto le produjo una terrible desazón y un complejo de culpabilidad. Años después, hallándose en la playa junto a la señora Bretigne y sus pequeñas hijas rubias, Claudine y Fiorenze, una de las niñas se le acercó aterrada y llorando, diciendo que había visto un horrible animal; al principio el médico pensó que se trataba de un simple ataque de nervios, pero luego se horrorizó él mismo cuando vio que la niña cogía en una de sus manos la estatuilla de madera de Rosso. ¿Habría acaso bajo la superficie de la ciudad muerta un conducto o río que lo conectaba con el mar? Todo ello era perturbadoramente misterioso.
Sin embargo ninguna razón sirvió para hacer desistir a D’Herauville de su proyecto de bajar por los subterráneos de la ciudad muerta. Ni siquiera cuando el médico se explayó en una teoría “científica” sobre las “localizaciones cerebrales”, que trataba de explicar la razón por la que una persona que se adentraba a los subterráneos no podía orientarse y terminaba perdiéndose en los laberintos de aquel inframundo.
Resignado pues, el médico accedió acompañar a D’Herauville. Era medianoche y con luna llena cuando pusieron en marcha el plan. D’Herauville llevó consigo dos kilómetros de cuerda resistente; su plan era atarse la cuerda y bajar por el pozo o abertura grande situada en la antigua plaza, mientras afuera le esperaría el médico sujetando el otro cabo de la soga. Pasado algún tiempo, el médico sintió que la cuerda era jalada insistentemente, como si D’Herauville pidiera ayuda; pero, nuevamente como había sucedido con Rosso, no tuvo el valor para ir en busca de su amigo, y al final, con horror sintió escabullirse definitivamente la cuerda de sus manos, sin atinar a hacer nada. Terriblemente conmovido y afectado, atribuyó la culpa de la desgracia a la luna y su influencia maligna en los seres vivos, y textualmente le dice en la carta dirigida a Francy: “Perdóneme Ud., Francinette, culpe Ud. a la luna; Henri d’Herauville, su amigo de la infancia, su novio, mi compañero, mi queridísimo Henri, había desaparecido para siempre.”
Luego de dar vueltas completamente aterrado a lo largo y ancho de la “ciudad muerta” el médico retornó al puerto. Al día siguiente, y a manera de cerrar esa página tan dolorosa, se embarcó y se mudó a la ciudad de M””, donde tiempo después conocería a Francinette, sin saber su vínculo con D’Herauville. Cuando se enteró de ello, en vísperas de su boda, fue como si los fantasmas del pasado volviesen para atormentarle.

## Crítica
Al igual que La ciudad de los tísicos, es una obra concebida bajo la influencia del modernismo y el decadentismo, corrientes entonces en boga. Particularmente, en ambos libros es notoria la huella que dejó en el autor la lectura de las obras decadentistas del escritor italiano Gabriele D'Annunzio. En el caso de La ciudad muerta, dicho título fue tomado de una tragedia de D’Annunzio publicada en 1898, cuyo tema gira en torno a las ruinas de Micenas, en Grecia. La atmósfera del relato valdelomariano es totalmente irreal, que hacen recordar aquellas novelas fantasiosas o bizantinas destinadas para lectores poco exigentes.
Valdelomar, entonces muy joven, hace gala de amplia cultura artística, aunque a veces no atina, como cuando alude a los “claroscuros de Rubens” (confundiéndose con Rembrandt), o cuando se atreve a suponer que el Inca Garcilaso de la Vega pudo basar su magna obra, los Comentarios Reales , exclusivamente en la crónica del padre Blas Valera.

«Lo más importante del caso Valdelomar consiste, empero, en su sensibilidad, fantasía y adjetivación. Esta última se alza contra el epíteto y prefiere la pluralidad asediante a la certera unicidad.

En cuanto a lo primero, se pone de manifiesto una impresionante capacidad plástica. En cuanto a lo segundo, a la fantasía, hay en ella algo que me atrevería a calificar de adorable ingenuidad estética. Por de pronto huye, empujado por pueril cursilería, de los nombres castellanos: los personajes se llaman Francinette, Claudine, Florenze (con z), Berthier, Posso y, el principal, D'Herauville. La atmósfera que envuelve la obra resulta irreal, fantasmagórica. Para no serlo tanto, abre el fuego sobre "las localizaciones cerebrales", adicto como parece que era de los descubrimientos de Ramón y Cajal, a quien tanto admiraron los miembros de la generación de 1910».
Luis Alberto Sánchez en: Valdelomar o la Belle Époque. México, 1968.